# Trivolzio
Trivolzio là một đô thị ở tỉnh Pavia trong vùng Lombardia của Ý, có cự ly khoảng 25 km về phía tây nam của Milan và khoảng 12 km về phía tây bắc của Pavia. Tại thời điểm ngày 31 tháng 12 năm 2004, đô thị này có dân số 1.333 người và diện tích là 3.9 km².
Trivolzio giáp các đô thị sau: Battuda, Bereguardo, Marcignago, Torre d'Isola, Trovo.
Ngày 2/8/1897, Riccardo Pampuri sinh ra ở Trivolzio.